# Фикара
Фика̀ра (на италиански и на сицилиански: Ficarra) е село и община в Южна Италия, провинция Месина, автономен регион и остров Сицилия. Разположено е на 450 m надморска височина. Населението на общината е 1574 души (към 2011 г.).